# Klopjacht (televisieprogramma)
Klopjacht is een Belgisch televisieprogramma naar het Britse format Hunted, dat vanaf 18 oktober 2021 op Play 4 wordt uitgezonden. In het programma moeten gewone Vlamingen 400 uren (17 dagen) uit handen blijven van een team speurders uit de politionele, militaire en private sector. Het eerste seizoen werd uitgezonden op een maandag. Vanaf seizoen 2 is dit op een zondag.
De presentatie en voice-over werd verzorgd door Axel Daeseleire. Op 18 november 2021 werd bekendgemaakt dat er een tweede seizoen komt. Seizoen 2 startte op 28 augustus 2022. Seizoen 3 startte op 3 september 2023. Op het einde van seizoen 3 werd een 4de seizoen aangekondigd. Deze zal in het voorjaar 2025 uitgezonden worden. In het najaar 2024 volgt een spin-off Celebrity Klopjacht.

## Ontvangst
De politie zelf hoopte met dit programma meer aanwas te krijgen, hoewel experts verdeeld waren over het nut van het programma. In De Morgen werd onderzocht in hoeverre het programma over echte gegevens kon beschikken. De krant concludeerde: 'wat je ziet in het commandocentrum van de deskundigen is dus deels in scène gezet'.

## Seizoenen
| Seizoen | Uitzenddag | Aantal afleveringen | Start seizoen    | Start seizoen | Einde seizoen   | Einde seizoen | Gemiddelde kijkcijfers |
| Seizoen | Uitzenddag | Aantal afleveringen | Datum            | Kijkcijfers   | Datum           | Kijkcijfers   | Gemiddelde kijkcijfers |
| ------- | ---------- | ------------------- | ---------------- | ------------- | --------------- | ------------- | ---------------------- |
| 1       | Maandag    | 8                   | 18 oktober 2021  | 450.404       | 6 december 2021 | 491.926       | 429.595                |
| 2       | Zondag     | 7                   | 28 augustus 2022 | 265.149       | 23 oktober 2022 | 368.311       | 305.991                |
| 3       | Zondag     | 9                   | 3 september 2023 | 355.697       | 29 oktober 2023 | 427.397       | 316.623                |
| Celebs  | Zondag     | 6                   | 1 september 2024 |               | 6 oktober 2024  |               |                        |
| 4       |            |                     | Voorjaar 2025    |               |                 |               |                        |

### Seizoen 1
Seizoen 1 werd tussen 18 oktober en 6 december 2021 uitgezonden. Er waren dit seizoen twaalf deelnemers. Het hoofdkantoor bevond zich in Beringen.
Het extractiepunt was de jachthaven in Blankenberge, waar de kandidaten aan boord van een speedboot moesten geraken. Twee duo's slaagden erin in de boot te stappen en te ontsnappen aan de speurders.
Deelnemers
| Duo of Solo | Band             | Deelnemer                | Job                               | Eindstatus               |
| ----------- | ---------------- | ------------------------ | --------------------------------- | ------------------------ |
| Duo         | Koppel           | Linne Dierckx            | Studente cultuurmanagement        | Opgepakt in aflevering 3 |
| Duo         | Koppel           | Thierry Ekangamene Kenzo | Student marketing en communicatie | Opgepakt in aflevering 3 |
| Solo        | Solo             | Julie Velghe             | Zelfstandig metser                | Opgepakt in aflevering 4 |
| Duo         | Broers           | Wies Vanden Berghe       | Marketingmanager                  | Opgepakt in aflevering 6 |
| Duo         | Broers           | Tom Vanden Berghe        | Eindredacteur                     | Opgepakt in aflevering 6 |
| Duo         | Vader en dochter | Rudy De Schryver         | Zwembadverantwoordelijke          | Opgepakt in aflevering 7 |
| Duo         | Vader en dochter | Louise De Schryver       | Manager modeagentschap            | Opgepakt in aflevering 7 |
| Solo        | Solo             | Guillian Preud'homme     | Airport designer                  | Opgepakt in aflevering 7 |
| Duo         | Koppel           | Gianni Decru             | Hoofdinspecteur                   | Ontsnapt                 |
| Duo         | Koppel           | Stacey Vuylsteke         | Politie-inspecteur                | Ontsnapt                 |
| Duo         | Broers           | Laid Hadj Abdallah       | Project consultant                | Ontsnapt                 |
| Duo         | Broers           | Cifdine Hadj Abdallah    | Student Audiovisuele Kunsten      | Ontsnapt                 |

Kijkcijfers
| Afl. | Datum            | Kijkcijfers |
| ---- | ---------------- | ----------- |
| 1    | 18 oktober 2021  | 450.404     |
| 2    | 25 oktober 2021  | 428.006     |
| 3    | 1 november 2021  | 368.972     |
| 4    | 8 november 2021  | 406.897     |
| 5    | 15 november 2021 | 372.407     |
| 6    | 22 november 2021 | 453.860     |
| 7    | 29 november 2021 | 464.289     |
| 8    | 6 december 2021  | 491.926     |

### Seizoen 2
Seizoen 2 werd tussen 28 augustus en 23 oktober 2022 uitgezonden. Er waren dit seizoen vijftien deelnemers.
Het extractiepunt was Fort 3 in Borsbeek, waar de kandidaten aan boord van een helikopter moesten geraken. Echter is de helikopter leeg moeten vertrekken omdat alle kandidaten opgepakt waren voor ze bij de helikopter konden geraken.
Deelnemers
| Duo of Solo | Band                     | Deelnemer    | Job                                             | Eindstatus               |
| ----------- | ------------------------ | ------------ | ----------------------------------------------- | ------------------------ |
| Duo         | Moeder en zoon           | Anja (53)    | Bediende                                        | Opgepakt in aflevering 1 |
| Duo         | Moeder en zoon           | Lothar (25)  | Militair luchtmacht                             | Opgepakt in aflevering 6 |
| Duo         | Schoonbroer en schoonzus | Ilias (22)   | Junior Aircraft Technician bij TUI              | Opgepakt in aflevering 2 |
| Duo         | Schoonbroer en schoonzus | Demi (23)    | Onbekend                                        | Opgepakt in aflevering 2 |
| Duo         | Koppel                   | Marie (34)   | Zaakvoerder                                     | Opgepakt in aflevering 3 |
| Duo         | Koppel                   | Nicolas (43) | Zelfstandig tuinaannemer                        | Opgepakt in aflevering 3 |
| Solo        | Solo                     | Mario (46)   | Bakker                                          | Opgepakt in aflevering 4 |
| Duo         | Vrienden                 | Mike (52)    | Country Manager                                 | Opgepakt in aflevering 6 |
| Duo         | Vrienden                 | Stef (50)    | IT Sales Consulent                              | Opgepakt in aflevering 6 |
| Duo         | Tweelingzussen           | Imke (37)    | Leerkracht, zaakvoerder                         | Opgepakt in aflevering 7 |
| Duo         | Tweelingzussen           | Saar (37)    | Leerkracht, pedagogisch begeleider, zaakvoerder | Opgepakt in aflevering 7 |
| Duo         | Broers                   | Kevin (29)   | Maatschappelijk werker                          | Opgepakt in aflevering 9 |
| Duo         | Broers                   | Gillian (27) | Expert digitaal bankverzekeren                  | Opgepakt in aflevering 9 |
| Duo         | Vriendinnen              | Nisrine (26) | Laborante                                       | Opgepakt in aflevering 9 |
| Duo         | Vriendinnen              | Zahna (25)   | Studente Communicatiewetenschappen              | Opgepakt in aflevering 9 |

Kijkcijfers
| Afl. | Datum             | Kijkcijfers |
| ---- | ----------------- | ----------- |
| 1    | 28 augustus 2022  | 265.149     |
| 2    | 4 september 2022  | 244.196     |
| 3    | 11 september 2022 | 236.220     |
| 4    | 18 september 2022 | 299.121     |
| 5    | 25 september 2022 | 261.349     |
| 6    | 2 oktober 2022    | 375.742     |
| 7    | 9 oktober 2022    | 356.370     |
| 8    | 16 oktober 2022   | 347.464     |
| 9    | 23 oktober 2022   | 368.311     |

### Seizoen 3
| Duo of Solo | Band                     | Deelnemer       | Job                                 | Eindstatus               |
| ----------- | ------------------------ | --------------- | ----------------------------------- | ------------------------ |
| Solo        | Solo                     | Polle (42)      | Marinier defensie                   | Opgepakt in aflevering 1 |
| Duo         | Vriendinnen              | Ann-Sophie (19) | Studente financiën en verzekeringen | Opgepakt in aflevering 2 |
| Duo         | Vriendinnen              | Roxan (20)      | Studente toegepaste psychologie     | Opgepakt in aflevering 2 |
| Duo         | Broers                   | Jonna (22)      | Junior HR Consulent                 | Opgepakt in aflevering 2 |
| Duo         | Broers                   | Kevin (20)      | Student marketing                   | Opgepakt in aflevering 2 |
| Solo        | Solo                     | Chloé (26)      | Studente geneeskunde                | Opgepakt in aflevering 5 |
| Duo         | Cafébazin en beste klant | Katrien (55)    | Cafébazin                           | Opgepakt in aflevering 6 |
| Duo         | Cafébazin en beste klant | Yves (38)       | Zaakvoerder dakwerken               | Opgepakt in aflevering 6 |
| Duo         | Ex-collega's             | Kiala (47)      | Bemiddelaar                         | Opgepakt in aflevering 7 |
| Duo         | Ex-collega's             | Tine (47)       | Bediende webstore                   | Opgepakt in aflevering 7 |
| Duo         | Koppel                   | Jasper (29)     | Eigenaar ijssalon                   | Opgepakt in aflevering 8 |
| Duo         | Koppel                   | Brieuc (27)     | Eigenaar ijssalon                   | Opgepakt in aflevering 8 |
| Duo         | Zussen                   | Marisya (23)    | Vroedvrouw                          | Ontsnapt                 |
| Duo         | Zussen                   | Meredith (27)   | Sociaal verpleegkundige             | Ontsnapt                 |

Kijkcijfers
| Afl. | Datum             | Kijkcijfers |
| ---- | ----------------- | ----------- |
| 1    | 3 september 2023  | 355.697     |
| 2    | 10 september 2023 | 335.848     |
| 3    | 17 september 2023 | 306.854     |
| 4    | 24 september 2023 | 263.329     |
| 5    | 1 oktober 2023    | 290.863     |
| 6    | 8 oktober 2023    | 290.853     |
| 7    | 15 oktober 2023   | 275.463     |
| 8    | 22 oktober 2023   | 303.387     |
| 9    | 29 oktober 2023   | 427.397     |

## Celebrity Klopjacht
5 bekende duo's blijven 7 dagen lang onder de radar van het team van klopjacht. Het hoofdkantoor van de speurders bevindt zich ditmaal in Riemst. 
Deelnemers
| Duo | Deelnemer           | Job                    | Eindstatus                    |
| --- | ------------------- | ---------------------- | ----------------------------- |
| 1   | Rik Verheye         | Acteur                 | Opgepakt in aflevering 2      |
| 1   | Pedro Elias         | Presentator            | Opgepakt in aflevering 2      |
| 2   | Jeff Bronder        | Contentmaker           | Opgepakt in aflevering 3      |
| 2   | Pieterjan Marchand  | Contentmaker           | Opgepakt in aflevering 3      |
| 3   | Erik Van Looy       | Regisseur, presentator | Opgepakt in aflevering 5      |
| 3   | Olga Leyers         | Actrice, presentatrice | Opgepakt in aflevering 5      |
| 4   | Cesar Casier        | Model                  | Te laat bij het extractiepunt |
| 4   | Conrad Janssens     | Onbekend               | Te laat bij het extractiepunt |
| 5   | Annelien Coorevits  | Model, presentatrice   | Te laat bij het extractiepunt |
| 5   | Stephanie Coorevits | Presentatrice          | Te laat bij het extractiepunt |

Kijkcijfers
| Afl. | Datum             | Kijkcijfers |
| ---- | ----------------- | ----------- |
| 1    | 1 september 2024  | 252.948     |
| 2    | 8 september 2024  | 270.277     |
| 3    | 15 september 2024 | 248.731     |
| 4    | 22 september 2024 | 246.531     |
| 5    | 29 september 2024 | 255.846     |
| 6    | 6 oktober 2024    | 266.054     |

*Verschillende bekende Vlamingen zijn in de diverse afleveringen te zien, o.a. Olivier Deschacht, Lennert Coorevits, Ian Thomas, Elisabeth Lucie Baeten, William Boeva, Elodie Ouédraogo, Sofie Dumont, Gilles De Coster en Jani Kazaltzis.

## Speurders

### Hoofdkwartier
|           | Teamleider    | Profiler  | Tactisch rechercheurs | Tactisch rechercheurs | Tactisch rechercheurs | Tactisch rechercheurs | IT-specialisten | IT-specialisten | Analisten | Analisten | Analisten | Socialmedia-expert |
| --------- | ------------- | --------- | --------------------- | --------------------- | --------------------- | --------------------- | --------------- | --------------- | --------- | --------- | --------- | ------------------ |
| Seizoen 1 | Danny Kampers | Ann Maes  | Charlotte             | Werner                |                       |                       | Tim Cools       | Steven          | Jules     | Nina      | Bart      |                    |
| Celebs    | Danny Kampers | Ann Maes  | Charlotte             | Werner                |                       |                       | Tim Cools       | Steven          | Jules     | Nina      | Bart      |                    |
| Seizoen 2 | Danny Kampers |           | Sara                  | Werner                |                       | Jana                  | Tim Cools       | Steven          |           | Nina      | Bart      |                    |
| Seizoen 3 | Danny Kampers | Charlotte | Ann                   | Werner                | Roel                  |                       | Tim Cools       |                 |           | Nina      | Bart      |                    |
| Celebrity | Danny Kampers | Charlotte | Ann                   | Werner                | Roel                  |                       | Tim Cools       |                 |           | Nina      | Bart      |                    |

### Mobiele Teams
| Seizoen   | Seizoen   | Team alfa | Team alfa | Team bravo   | Team charlie | Team charlie |
| --------- | --------- | --------- | --------- | ------------ | ------------ | ------------ |
| Seizoen 1 | Afl. 1-8  | Kris      | Quinten   | Guy & Jeremy | Lieven       | Katleen      |
| Celebs    | Celebs    | Dieter    | Gino      | Guy & Jeremy | Lieven       | Bieke        |
| Seizoen 2 | Afl. 1-5  | Dieter    | Gino      | Guy & Jeremy | Lieven       | Bieke        |
| Seizoen 2 | Afl. 6-9  | Dieter    | Gino      | Guy & Jeremy | Stacey*      | Bieke        |
| Seizoen 3 | Afl. 1-8  | Dieter    | Gino      | Guy & Jeremy | Stacey*      | Bieke        |
| Celebrity | Celebrity | Achim     | Gino      | Guy & Jeremy |              | Bieke        |

*Stacey is 1 van de winnende deelnemers van seizoen 1.

## Klopjacht Celebs
Duo’s Julie Vermeire & Laurins Dursin en Jonatan Medart & Elodie Gabias proberen uit handen te blijven van de speurders van Klopjacht. Deze serie wordt alleen uitgezonden via GoPlay.
Ze moeten 50 uur uit de handen van de speurders blijven.
Trivia
- Tijdens een van de eerste afleveringen vallen de speurders binnen bij De Cooke & Verhulst Show. Zo hebben James Cooke en Gert Verhulst een cameo in het programma.
- Het gebouw waar het hoofdkantoor van de speurders zich zogenaamd bevindt, is de hoofdzetel van het bedrijf Barco.[bron?]